# Nermin Haljeta
Nermin Haljeta (* 7. Juni 1997 in Celje) ist ein slowenischer Fußballspieler.

## Karriere
Haljeta begann seine Karriere beim NK Šampion. Im Mai 2015 spielte er erstmals für die erste Mannschaft des Drittligisten, für die er insgesamt zu fünf Einsätzen kam. Zur Saison 2016/17 wechselte er zum Erstligisten NK Krško. Dort gab er im August 2016 sein Debüt in der 1. SNL. In seiner ersten Erstligaspielzeit kam er zu 19 Einsätzen, in denen er dreimal traf. Zur Saison 2017/18 wechselte er nach Tschechien zum FK Teplice. Für Teplice kam er aber in jener Spielzeit nur viermal in der HET Liga zum Zug.
Zur Saison 2018/19 kehrte Haljeta nach Slowenien zurück und schloss sich dem NK Domžale an. Für Domžale spielte er zweimal in der 1. SNL, ehe er im August 2018 an den Zweitligisten ND Ilirija 1911 verliehen wurde. Für Ilirija kam er bis Saisonende zu 23 Einsätzen in der 2. SNL, in denen er siebenmal traf. Zur Saison 2019/20 kehrte der Angreifer nicht mehr nach Domžale zurück, sondern wechselte fest zum Zweitligisten NK Drava Ptuj. Für Drava kam er bis zur Winterpause in allen 19 Zweitligapartien zum Einsatz und machte dabei neun Tore.
Im Februar 2020 wechselte Haljeta ein zweites Mal ins Ausland, diesmal nach Bosnien und Herzegowina zum Erstligisten FK Zvijezda 09. Für Zvijezda spielte er dreimal in der Premijer Liga, ehe die Saison COVID-bedingt abgebrochen wurde. Mit dem Team stieg er allerdings aus dem Oberhaus ab. Zur Saison 2020/21 kehrte er dann wieder nach Slowenien zurück und schloss sich dem Zweitligisten NK Nafta Lendava an. In der Saison 2020/21 erzielte er elf Tore in 20 Einsätzen für Nafta, in der Saison 2021/22 kam er erneut auf elf Tore, kam aber in 28 Partien zum Zug. In der Saison 2022/23 traf er bis zur Winterpause fünfmal in 17 Einsätzen.
Im Januar 2023 wechselte er zum Ligakonkurrenten NK Rogaška. Für Rogaška spielte er bis Saisonende zwölfmal in der 2. SNL und stieg mit dem Team in die 1. SNL auf. Im Oberhaus kam er zu Beginn der Saison 2023/24 zweimal zum Einsatz, ehe er im August 2023 zum österreichischen Zweitligisten Floridsdorfer AC wechselte, bei dem er einen bis 2025 laufenden Vertrag erhielt. Für Floridsdorf kam er zu 28 Einsätzen in der 2. Liga, in denen er siebenmal traf.
Zur Saison 2024/25 wechselte Haljeta nach Indonesien zum Erstligisten PSM Makassar.